# 9573 Мацумотомас
9573 Мацумотомас (9573 Matsumotomas) — астероїд головного поясу, відкритий 16 жовтня 1988 року.
Тіссеранів параметр щодо Юпітера — 3,274.